# Persecución justa
Persecución justa, oportunidad para la presa, o caza justa es un término utilizado por cazadores deportivos para describir una aproximación ética a la caza mayor. 
El grupo de conservación de vida silvestre más antiguo de América del Norte, el Boone y Crockett Club, define "persecución justa" como la caza de un animal salvaje nacido y criado libremente en su estado natural, que vive libremente en campo abierto, y que no está restringido por barreras artificiales o encerrado; dándole así la oportunidad de escapar exitosamente del cazador.
La persecución justa ha sido el código de ética  de cazadores norteamericanos por más de un siglo y el principio subyacente de muchas leyes de caza; y está enseñado a cazadores nuevos en cursos de educación en la caza como requisito para optar por una licencia de caza en varios países.
El término viene de la traducción de "Fair Chase", que también es una marca registrada del Boone and Crockett Club.

## Orígenes

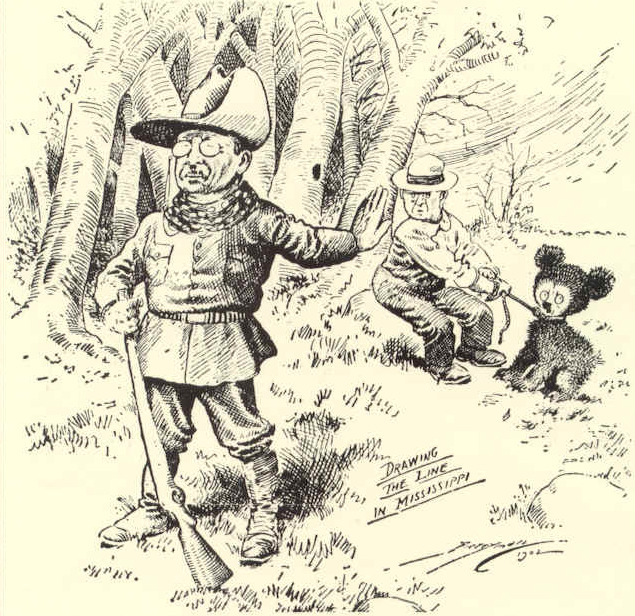
Theodore Roosevelt cazando en una historieta de Clifford Berryman (1902).

El concepto y la popularización del término "la persecución justa" se atribuye a Theodore Roosevelt y ha sido perpetuado por el Boone and Crockett Club, una organización de conservación de la creación del presidente Roosevelt que se enfoca en la conservación de la vida salvaje utilizando la caza como herramienta clave. 

### Raíces aristocráticas europeas
La ética, o código de conducta, apareció siglos atrás, inicialmente entre los cazadores europeos que eran terratenientes o que pertenecían a la realeza. Mientras el hombre común cazaba para sobrevivir, el aristócrata cazaba por afición, motivo por el cual el enfoque y la mentalidad hacia la caza era distinto entre ambos sectores.  
El concepto de ética en la caza no llegó al Nuevo Mundo con la mayoría de migrantes, quienes estaban más enfocados en la supervivencia y el emprendimiento. Doscientos años de un desbordado aprovechamiento de recursos renovables y falta de regulación cinegética resultaron en la disminución de muchas especies de fauna e incluso su extinción en algunas zonas. Los wapities habían sido prácticamente erradicados del este de los Estados Unidos y el búfalo americano había sido prácticamente diezmado de las planicies americanas.  
A inicios del siglo XX, un sentido de responsabilidad y orgullo empezó a emerger entre los cazadores deportivos, que entendieron la relevancia de un enfocar su afición a la conservación de las áreas naturales. De esta manera empezaron a trabajar en la recuperación de las especies de interés cinegético y del medio en el cual se desarrollan naturalmente, creándose el Refugio Nacional de Vida Silvestre y el concepto de que la calidad de la presa cazada era más importante que la cantidad, que la experiencia de la caza se superpone al éxito en abatir a una presa, y que practicar la caza de manera sostenible permitirá que su afición perdure en el largo plazo.

### Desarrollo y definición
El uso del término "caza justa" según reportes escritos data de 1888, cuando el Boone and Crockett Club lo adopta en el quinto artículo de la constitución de esta asociación. Para entonces no existían leyes en los Estados Unidos que regulasen la caza ya sea deportiva o de subsistencia.
El artículo X de la constitución del club declaró que abatir a una presa mientras esta nadaba era una "ofensa" y que ante una acción de ese tipo, un miembro podría ser suspendido o expulsado del club.  Esto se debía a que en esa época cazar venados mientras cruzaban fuentes de agua se había vuelto una costumbre común. Documentos siguientes escritos Roosevelt, George Bird Grinnell, y Aldo Leopold, aterrizaron el término "persecución justa" al público a través de libros y artículos de revistas. Los artículos más notables fueron los libros de caza del club (1893 - 1933), Almanaque de Sand County, y la revista de Field & Stream (antes Forest and Stream).
En 1893, Roosevelt escribió sobre cazar y la persecución justa en su libro The Wilderness Hunter.

## Persecución justa hoy
La pregunta inicial que todo cazador que siga los códigos de ética del "Fair Chase" es si el animal tiene alguna oportunidad de eludir al cazador. Si el animal no la tiene, la caza nunca será justa. Por ejemplo, un cazador ético no dispararía a un animal atrapado en nieve profunda o en un cerco alto. 
Existen también leyes que regulan la caza deportiva. De esta manera la caza justa de regula a través de los cazadores que obedecen las leyes. Sin embargo, el hecho de que una situación sea legal o no lo sea, no determinará si la caza es justa o no
Existen ciertos aspectos de la caza justa que van más allá a las regulaciones de caza de un país.
La "cacería enlatada" puede ser legal en algunas partes del mundo, pero no son representativos de persecución justa. La cacería enlatada incluye la persecución y caza de una presa que se encuentra en cautiverio para ser abatida en una situación de caza artificial, garantizando así el éxito de la caza.
Ejemplos de situaciones que no son de caza justa y que se incluyen en estatutos de clubes de caza y en leyes que regulan la caza deportiva:
- Cazando con trampas.
- Usando faroles para cegar a la presa de noche
- Usar tranquilizantes o venenos.
- Caza dentro de ranchos cercados.
- Desde un vehículo o lancha.
- El uso de métodos de transporte motorizado incluyendo aeronaves para arrear a la presa.
- Por el uso de dispositivos electrónicos para atraer a la presa o guiar al cazador.[10]